# Stanisław Angerman
Stanisław Angerman, Stanislaus Angerman (ur. 1894 w Złoczowie, zm. 6 czerwca 1960 w Detroit) – polski prawnik, urzędnik samorządowy, państwowy i konsularny. 
Absolwent gimnazjum w Przemyślu, Akademii Handlowej w Wiedniu, Wydziału Prawa Uniwersytetu Jagiellońskiego w Krakowie. Pierwszą pracę podjął w Urzędzie Miejskim w Przemyślu (1919). Po odzyskaniu przez Polskę niepodległości pełnił funkcję sekretarza szeregu premierów RP (1920-1926), m.in. Wincentego Witosa, Antoniego Ponikowskiego, Artura Śliwińskiego, Juliana Nowaka, Władysława Sikorskiego, Władysława Grabskiego i Aleksandra Skrzyńskiego, ostatnio radcy w Prezydium Rady Ministrów. Był zatrudniony w Banku Handlowym w Warszawie (1927-1933), w Państwowych Zakładach Lotniczych PZL w Warszawie (1934-1939), zaś po wybuchu wojny ewakuowany wraz z personelem do Rumunii. Osiedliwszy się we Francji organizował polskie zakłady zbrojeniowe w Quimperlé, następnie Polski Rząd na Uchodźstwie z siedzibą w Angers powierzył mu pełnienie funkcji dyplomatycznej. Po inwazji niemieckiej na Francję w 1940 osiadł w Figueira da Foz w Portugalii. Po spędzeniu 1 roku w Kanadzie, został powołany na funkcję konsula RP w Detroit (1942-1945). 

## Odznaczenia
- Krzyż Kawalerski Orderu Odrodzenia Polski (2 maja 1923)[1]
- Oficer Orderu Lwa Białego (Czechosłowacja, 31 marca 1926)[2]